# Xian de Xiangcheng (Henan)
Pour les articles homonymes, voir Xiangcheng (homonymie).
Le xian de Xiangcheng (襄城县 ; pinyin : Xiāngchéng Xiàn) est un district administratif de la province du Henan en Chine. Il est placé sous la juridiction de la ville-préfecture de Xuchang.

## Démographie
La population du district était de 785 276 habitants en 1999.